# اسکات کنهام
اسکات کنهام (انگلیسی: Scott Canham؛ زادهٔ ۱۱ نوامبر ۱۹۷۴) بازیکن فوتبال اهل بریتانیا است.
از باشگاه‌هایی که در آن بازی کرده‌است می‌توان به باشگاه فوتبال ووکینگ، باشگاه فوتبال تورکی یونایتد، باشگاه فوتبال برنتفورد، باشگاه فوتبال تاروک، باشگاه فوتبال وستهام یونایتد، باشگاه فوتبال چشام یونایتد، باشگاه فوتبال فارن‌بورو، باشگاه فوتبال گرایس اتلتیک، و باشگاه فوتبال لیتون اورینت اشاره کرد.